# Craig Osaikhwuwuomwan
Craig Osaikhwuwuomwan (Budel, 12 oktober 1990) is een Nederlands basketballer die speelde voor Aris Leeuwarden. Osaikhwuwuomwan is 2,11 meter lang en kan spelen als center en power-forward.

## Carrière
Osaikhwuwuomwan werd geboren in Budel en speelde in zijn jeugdjaren voor de Mosquito’s uit Amsterdam. In 2010 begon Osaikhwuwuomwan met spelen in de Eredivisie. Op 3 augustus tekende de center een contract bij ABC Amsterdam. In het seizoen bij Amsterdam kwam hij tot 3,6 punten en 3,5 rebounds per wedstrijd. Ook werd hij dit seizoen gekozen als Rookie of the Year in de Eredivisie. Doordat de club geen hoofdsponsor kon vinden ging ABC Amsterdam na dit seizoen failliet en trok het zich terug uit de competitie.
Door het wegvallen van ABC Amsterdam vertrok Osaikhwuwuomwan naar Wijchen, om hier voor Magixx Playing for KidsRights te gaan spelen. Na een jaar voor Magixx gespeeld te hebben, vertrok Osaikhwuwuomwan naar Aris in Leeuwarden.
In 2013 maakte Osaikhwuwuomwan de overstap naar Donar, toen nog "GasTerra Flames". Met Flames werd Craig landskampioen en NBB-bekerwinnaar in 2013/14. In 2014/15 won hij de Beker opnieuw.
Voor het seizoen 2015–16 tekende Craig een contract bij Landstede Basketbal.
Voor het seizoen 2016-17 tekende Craig opnieuw een contract bij Aris Leeuwarden.

## Nederlands team
In 2010 deed Osaikhwuwuomwan met het Nederlands team onder 20 mee aan het Europees kampioenschap in Kroatië. Op dit toernooi kwam hij tot 6,3 punten en 3,8 rebounds per wedstrijd. In 2011 werd Osaikhwuwuomwan geselecteerd om met het Nederlandse B-team mee te spelen. In 2013 werd hij door bondscoach Toon van Helfteren opgeroepen voor het Nederlands team.

## Erelijst
- Landskampioen (1): 2014
- NBB-Beker (2): 2014, 2015
- Supercup (1): 2014

Individuele prijzen:
- DBL Rookie of the Year (1): 2011

## Statistieken
Dutch Basketball League
| Jaar    | Team       | GS  | MPW  | 2P%  | 3P%  | VW%  | RPW | APW | SPW | BPW | PPW |
| ------- | ---------- | --- | ---- | ---- | ---- | ---- | --- | --- | --- | --- | --- |
| 2010–11 | Amsterdam  | 34  | 11.6 | .469 | .467 | .519 | 3.5 | 0.1 | 0.3 | 0.3 | 3.6 |
| 2011–12 | Wijchen    | 27  | 10.0 | .549 | .222 | .552 | 2.9 | 0.1 | 0.1 | 0.3 | 3.3 |
| 2012–13 | Leeuwarden | 46+ | 13.2 | .629 | .261 | .686 | 3.8 | 0.2 | 0.4 | 0.2 | 6.2 |
| 2013–14 | Groningen  | 32  | 16.0 | .533 | .444 | .744 | 3.9 | 0.5 | 0.5 | 0.2 | 5.5 |

- + inclusief play-off wedstrijden.